# Агиенко, Василий Матвеевич
Василий Матвеевич Агиенко (3.12.1903—18.12.1961) - командир расчёта 82-мм миномёта 266-го гвардейского стрелкового полка (88-я гвардейская стрелковая дивизия, 8-я гвардейская армия, 1-й Белорусский фронт), гвардии младший сержант, участник Великой Отечественной войны, кавалер ордена Славы трёх степеней.

## Биография

### Ранние годы
Василий Матвеевич Агиенко родился 3 декабря 1903 года в станице Некрасовская ныне (Усть-Лабинского района Краснодарского края) в семье казаков. Украинец. Член ВКП(б) с 1940 года. Образование начальное, окончил 3 класса. С детских лет жил на хуторе Пустосёлов Красногвардейского района ныне Адыгея. В РККА 1925-1927 годы. Вернулся в . Стоял у истоков создания в хуторе школы, сельского клуба и библиотеки.
В действующей армии со 2 сентября 1941 года.

### Подвиг
Миномётчик 266-го гвардейского стрелкового полка, 88-й гвардейской стрелковой дивизии, 8-й гвардейской армии, 3-го Украинского фронта гвардии рядовой Агиенко 16 марта 1944 года под огнём переправился в составе расчёта на правый берег р.Ингул в районе села Христофоровка, Николаевская область. При отражении контратак уничтожил пулемёт с прислугой и свыше 10 солдат. 22 марта 1944 года приказом командира 28-го гвардейского стрелкового корпуса Морозова С. И. награждён орденом Славы 3 степени.
Командир расчёта 82-мм миномёта 266-го гвардейского стрелкового полка, 88-я гвардейская стрелковая дивизия, 8-я гвардейская армия, 1-й Белорусский фронт, гвардии младший сержант Агиенко 14 января 1945 года у населённого пункта Геленувек, Радомская губерния (Польша) вместе с бойцами, из миномёта подавил 2 пулемёта с расчётами и истребил до 15 солдат противника. Наследующий день, у населённого пункта Стромец, вместе с миномётчиками капитана И. Г. Остапенко отразил 9 вражеских контратак. По представлению командира полка Субботина И. П. приказом командующего 8-й гвардейской армии Чуйковым В. И. 27 февраля 1945 года награждён орденом Славы 2 степени.
Командуя миномётным расчётом, гвардии старший сержант Агиенко в бою 16 апреля 1945 года в районе Зеловских высот (вольварк Вердер) (Германия) огнём из миномёта накрыл группу фашистов и 3 пулемётные точки. 15 мая 1946 года Указом Президиума Верховного Совета СССР награждён орденом Славы 1 степени.

### После войны
В июне 1945 года был демобилизован. Жил и работал на хуторе Пустосёлов учётчиком тракторной бригады колхоза «Свободный труд» (им. И. В. Сталина), Красногвардейский район, Республика Адыгея.
Умер в 1961 году на хуторе Пустосёлов, Красногвардейский район, Республика Адыгея.

## Награды
- Орден Славы I степени
- Орден Славы II степени
- Орден Славы III степени
- Орден Отечественной войны II степени
- медаль «За отвагу»
- медаль «За боевые заслуги»
- медаль «За победу над Германией в Великой Отечественной войне 1941—1945 гг.»
- медаль «За взятие Берлина»

## Память

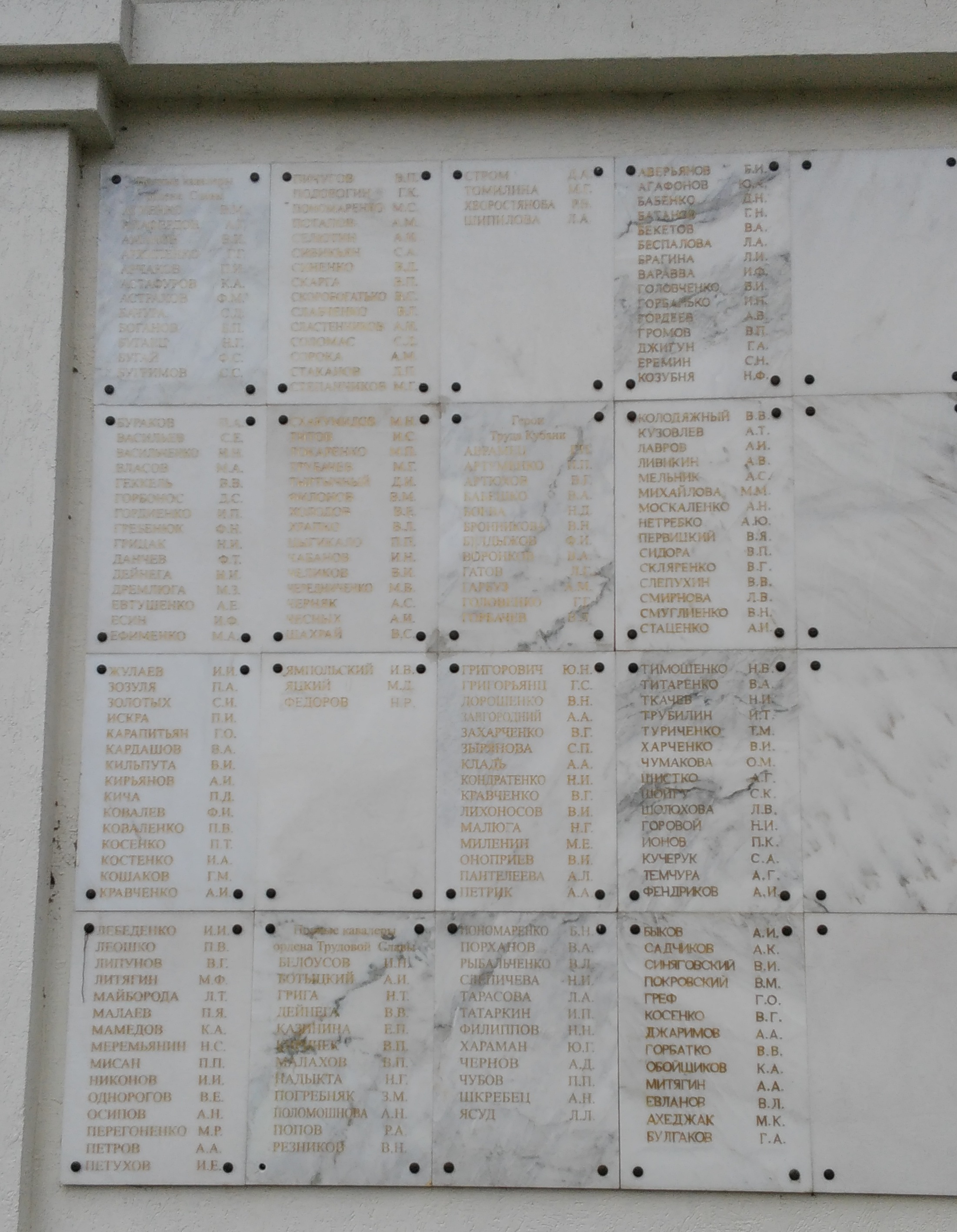
Мемориальная доска с именами полных кавалеров Ордена Славы в Краснодаре.

- На могиле установлен надгробный памятник
- Его имя увековечено в Главном Храме Вооружённых сил России, и навсегда запечатлено на мемориале «Дорога памяти»[3]
- В Краснодаре установлена Мемориальная доска с именами полных кавалеров Ордена Славы